# Поршнев, Павел Сергеевич
Павел Сергеевич Поршнев (род. 3 августа 1983 года) — российский саночник, выступающий в дисциплине натурбан, многократный чемпион мира и Европы. Заслуженный мастер спорта.

## Карьера
Натурбаном занимается с 1998 года. Выступает в двойке с Иваном Лазаревым. Трёхкратный чемпион мира, трёхкратный чемпион Европы.
По результатам сезонов Кубка мира в двойках трижды (2002/2003, 2003/2004, 2011/2012) заканчивал сезон на первой позиции, шесть раз (2005/2006, 2006/2007, 2007/2008, 2008/2009, 2009/2010 и 2010/2011) — на второй позиции и  один раз (2004/2005) — на третьей позиции. Пятьдесят раз оказывался на подиуме этапов Кубка мира, в том числе 15 раз — на верхней ступени пьедестала.